# Consonne affriquée latérale alvéolaire sourde
La consonne affriquée latérale alvéolaire sourde est un son consonantique en usage dans certaines  langues parlées. Son symbole dans l'alphabet phonétique international est [t͡ɬ].
Selon les langues, il peut être simple [t͡ɬ], aspiré [t͡ɬʰ], éjectif [t͡ɬʼ], etc.

## Caractéristiques
Voici les caractéristiques de la consonne affriquée latérale alvéolaire sourde :
- Son mode d'articulation est affriqué, ce qui signifie qu’elle est produite en empêchant d'abord l'air de passer, puis le relâchant à travers une voie étroite, causant de la turbulence.
- Son point d'articulation est alvéolaire, ce qui signifie qu'elle est articulée avec soit la pointe (apical) soit la lame (laminal) de la langue contre la crête alvéolaire.
- Sa phonation est sourde, ce qui signifie qu'elle est produite sans la vibration des cordes vocales.
- C'est une consonne orale, ce qui signifie que l'air ne s’échappe que par la bouche.
- C'est une consonne latérale, ce qui signifie qu’elle est produite en laissant l'air passer sur les deux côtés de la langue, plutôt que dans le milieu.
- Son mécanisme de courant d'air est égressif pulmonaire, ce qui signifie qu'elle est articulée en poussant l'air par les poumons et à travers le chenal vocatoire, plutôt que par la glotte ou la bouche.

## Symboles de l'API
Son symbole complet dans l'alphabet phonétique international est t͡ɬ, représentant un T minuscule dans l'alphabet latin, suivi d'un L minuscule ceinturé, reliés par un tirant. Le tirant est souvent omis quand cela ne crée pas d'ambiguïté. 
| t͡ɬ               | tɬ                            |
| Symbole complet. | Forme simplifiée sans tirant. |

## En français
Le français ne possède pas le [t͡ɬ].

## Autres langues
Le son [t͡ɬ] existe en islandais (fullur), et se rencontre dans de très nombreuses langues amérindiennes. Il est écrit ƛ (lambda barré) dans la transcription des américanistes. Les orthographes de ces langues en alphabet latin emploient plutôt des digraphes :
- le nahuatl emploie tl (le son est présent dans de nombreux noms aztèques, ainsi les divinités Huitzilopochtli, Quetzalcóatl ou Tlaloc)
- les langues apaches telles que le navajo emploient respectivement  dl, tł et tł’ selon que l'affriquée est simple, aspirée ou éjective.

Exemples dans d'autres familles linguistiques :
- en tsez (langue caucasienne)
- en tswana (langue bantoue)